# Буди-Мщоновські
Буди-Мщоновські (пол. Budy Mszczonowskie) — село в Польщі, у гміні Радзейовиці Жирардовського повіту Мазовецького воєводства.
Населення — 91 особа (2011).
У 1975-1998 роках село належало до Скерневицького воєводства.

## Демографія
Демографічна структура станом на 31 березня 2011 року:
|          | Загалом | Допрацездатний вік | Працездатний вік | Постпрацездатний вік |
| -------- | ------- | ------------------ | ---------------- | -------------------- |
| Чоловіки | 44      | 12                 | 28               | 4                    |
| Жінки    | 47      | 11                 | 27               | 9                    |
| Разом    | 91      | 23                 | 55               | 13                   |